# William H. Sewell
 (novembre 2015).
Améliorez-le ou discutez des points à vérifier. 
Pour les articles homonymes, voir Sewell.
William Hamilton Sewell est un sociologue américain né le 27 novembre 1909 et mort le 24 juin 2001. Il fut le chancelier de l'Université du Wisconsin à Madison de 1967 à 1968.
Il est le père de l'universitaire William H. Sewell, Jr. (en).

## Biographie

### Carrière
Son travail concerne :
- l'histoire de l'Europe du début des temps modernes et de l'Europe moderne
- la relation entre l'histoire et la théorie sociale.

Ces recherches empiriques en histoire concernent l'histoire sociale, l'histoire du travail, celle de la politique et celle de la culture des Français. Il s'intéresse plus particulièrement aux révolutions de 1789, de 1830 et de 1848.

### Publications

#### Livres
- Silence and Voice in Contentious Politics (co-auteur) (Cambridge University Press, 2001)
- Structure and Mobility: The Men and Women of Marseille, 1820-1870 (Cambridge University Press 1985).
- Work and Revolution in France: The Language of Labor from the Old Regime to 1848 (Cambridge University Press, 1980).

#### Articles et chapitres
- « The French Revolution and the Emergence of the Nation Form », in Michael Morrison and Melinda Zook eds., Revolutionary Currents: Transatlantic Ideology and Nationbuilding, 1688-1821, (Rowman and Littlefield, 2004), p. 91-125.
- « Toward a Post-Materialist Rhetoric for Labor History », in Rethinking Labor History: Essays on Discourse and Class Analysis, ed. by Lenard R. Berlanstein (Urbana: University of Illinois Press, 1993), 15-38.
- « Ideologies and Social Revolutions: Reflections on the French Case », Journal of Modern History 57 (March 1985): 57-85.
- « Etat, Corps and Ordre: Some Notes on the Social Vocabulary of the French Old Regime », in H. U. Wehler, ed., Sozialgeschichte Heute: Festschrift für Hans Rosenburg zum 70 Geburtstag (Göttingen, 1974), 49-68.